# Епархия Андона
Епархия Андона (лат. Dioecesis Andongensis) — епархия Римско-Католической церкви с центром в городе Андон, Южная Корея. Епархия Андона входит в митрополию Тэгу.

## История
29 мая 1969 года Римский папа Павел VI выпустил буллу Quae in Actibus, которой учредил епархию Андона, выделив её из aрхиепархии Тэгу и епархии Вонджу.

## Ординарии епархии
- епископ René Marie Albert Dupont (1969 — 1990);
- епископ Ignatius Pak Sok-hi (1990 — 2000);
- епископ John Chrisostom Kwon Hyok-ju (2001 — по настоящее время).

## Источник
- Annuario Pontificio, Ватикан, 2005
- Булла Quae in Actibus  (лат.)